# مرکز خواهر بزرگ

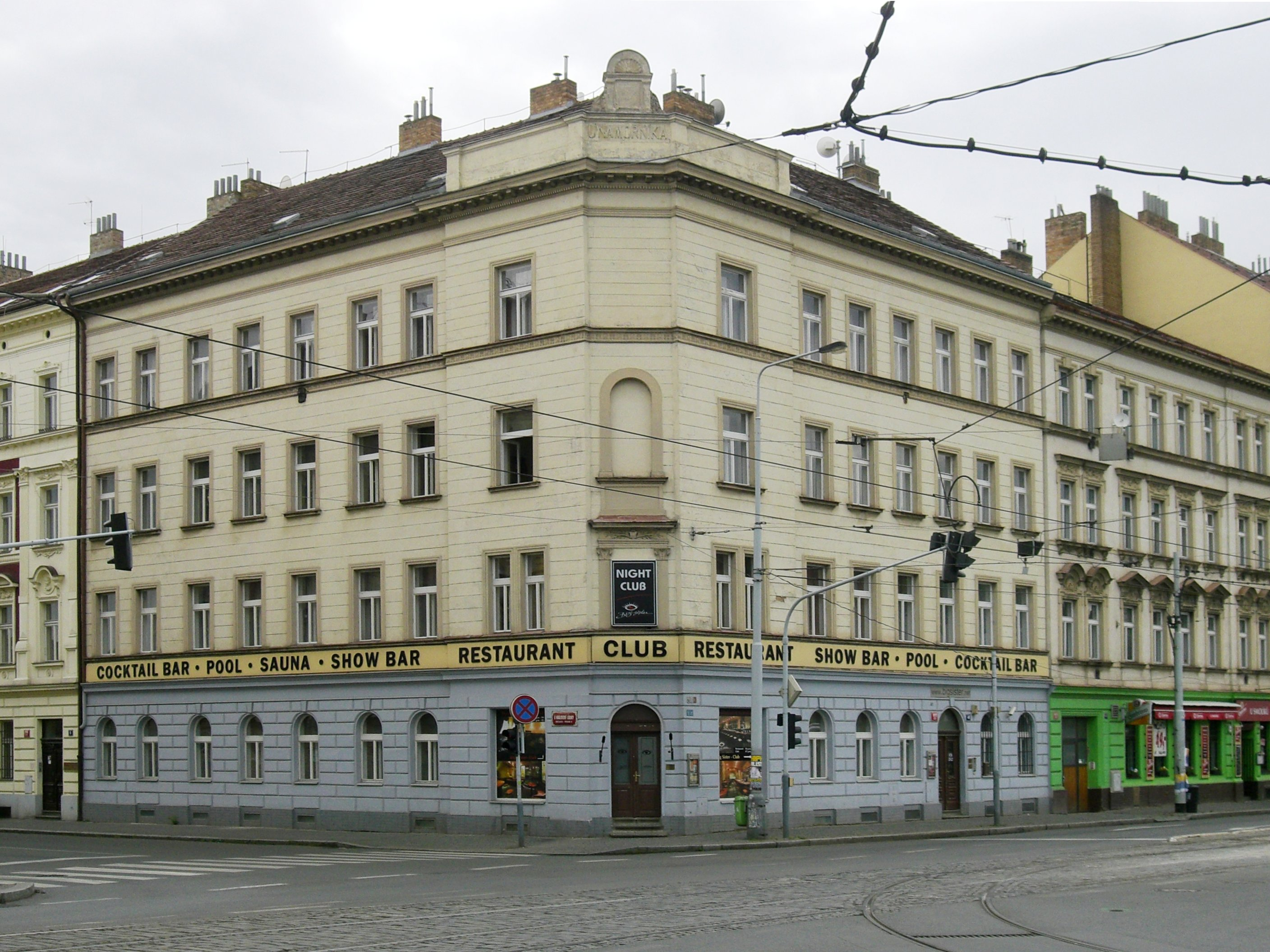
باشگاه شهوانی بیگ سیستر در پراگ، جمهوری چک

مرکز خواهر بزرگ (به انگلیسی: Big Sister (brothel)) مرکزی برای تهیه فیلم‌های پورنو آماتور که توسط دو تاجر اتریشی در پراگ ایجاد شده بود. این مرکز در قبال تهیه فیلم پورنو، زنان را به رایگان در اختیار مردان می‌گذاشت. هزینه اشتراک ورود زوج و بانوان رایگان بود و از طریقه فروش فیلم‌های آنها تأمین می‌شد البته ۵۰۰ کرون از مردان متقاضی برای ورود به مرکز دریافت می‌شد. این مرکز پس از سال‌ها گمانه‌زنی درباب غیرقانونی بودن فعالیت آن در سال ۲۰۱۰ بسته شد. این مرکز یکی از مراکز مورد توجه در طول جام جهانی فوتبال ۲۰۰۶ آلمان بود که تنشگان جنسی از سراسر آلمان توسط کامیون‌های عشق خود به مرکز خواهر بزرگ می‌رساندند.